# Let Poland be Poland
Let Poland be Poland (zu Deutsch: Damit Polen Polen wird, zu Polnisch: Żeby Polska była Polską) ist eine Fernsehsendung unter der Regie von Marty Pasetta, produziert von der United States International Communications Agency in Zusammenarbeit mit dem Verteidigungsministerium der Vereinigten Staaten. Die Sendung wurde erstmals am 31. Januar 1982 ausgestrahlt.

## Geschichte
Als Moderator trat der US-Schauspieler Charlton Heston auf, teilgenommen haben u. a.: Adam Makowicz, Czesław Miłosz, Kirk Douglas, Max von Sydow, Henry Fonda, Glenda Jackson, Orson Welles und Frank Sinatra.
Während der Sendung kamen auch zahlreiche Staatsoberhäupter und Politiker zu Wort, darunter der US-Präsident Ronald Reagan, der französische Staatspräsident François Mitterrand, der deutsche Bundeskanzler Helmut Schmidt, die britische Premierministerin Margaret Thatcher und der Premierminister von Kanada Pierre Trudeau.
Teilnehmer der Sendung zeigten sich solidarisch mit dem polnischen Volk, das unter Folgen des am 13. Dezember 1981 ausgerufenen Kriegsrechts litt.
Die Sendung hatte weltweit 184 Mio. Zuschauer. In der Bundesrepublik Deutschland strahlten sowohl ARD als auch ZDF zur besten Sendezeit ein Sonderprogramm aus, in dem halb- bis einstündige Ausschnitte aus der Sendung wiedergegeben wurden. Damit konnten fast 40 Millionen Menschen erreicht werden.
In Polen wurde die Sendung zum ersten Mal am 13. Dezember 2011 durch den Sender TVP Historia ausgestrahlt.
Der Name der Sendung knüpft an das Lied Żeby Polska była Polską (Damit Polen Polen wird) von Jan Pietrzak an.

## In zeitgenössischen Medien
- Michael Getler: ICA Plans Poland Spectacular. Washington Post, 28. Januar 1982
- Elisabeth Bumiller: The Wick Whirlwind; Reagan's ICA Chief Brings Hollywood Hustle to Washington. Washington Post, 11. Mai 1982
- Howard Kurtz und Pete Early: Hollywood-style Diplomacy; Wick Adds Flair to US Story. Washington Post, 13. Juli 1983
- Better to Let Poland Be? Time Magazine, 8. Februar 1982
- Aleksander Danilov: ’Let Poland be Poland’: Child of Politics Proved Mentally Deficient. Text of commentary on BBC Summary of World Broadcasts, 9. Februar 1982